# Piet Van Bockstal
Piet Van Bockstal, né en 1963 à Deinze, est un hautboïste et compositeur belge.

## Biographie
Piet Van Bockstal a effectué ses études musicales au Conservatoire royal de Bruxelles où il a obtenu les Premiers prix de hautbois, de cor anglais et de musique de chambre. Il est également titulaire du diplôme supérieur de hautbois.
Il poursuivit des études privées à Berlin avec Hans-Jörg Schellenberger et à Londres avec John Anderson[Lequel ?].
Piet Van Bockstal est lauréat de divers concours internationaux (Duino, Eindhoven, etc.).
En janvier 1985, il devient Premier hautbois solo à l'Orchestre philharmonique des Flandres. Il occupe également ce poste pendant 8 ans à l’Orchestre de chambre de Wallonie.
Il a à ce jour donné plus de 40 concertos pour hautbois avec des orchestres du monde entier. Il se produit régulièrement en soliste avec différents orchestres en Belgique et à l'étranger (Orchestre national de Belgique, Orchestre philharmonique de la BRTN (Radio), I Fiamminghi, de Filharmonie, Czech Virtuosi, Filharmonie de Hradec Kralove) dans des concertos de Mozart, Strauss, Martinu, Bach, Marcello, Vivaldi, Zimmerman, Carter, Francesconi, Vaughan Williams, Alwyn, Pagh-Paan.
De nombreuses œuvres contemporaines lui sont dédiées.
Non satisfait de sa carrière de soliste et de musicien d’orchestre, Piet est le fondateur de plusieurs groupes de musique de chambre et l’initiateur d’innombrables projets contemporains, avec les pianistes Katrijn Friant et Yutaka Oya, le guitariste Yves Storms, Arcane, I Solisti da Camera et surtout Ictus et Spectra.
Piet Van Bockstal a créé plus de 60 œuvres contemporaines.
En 2009 Piet Van Bockstal participe au Lexus Concert, un concert "hybrid" ou il fera un duo au Klara Festival, avec un musicien d'un style musical complètement différent. Le gagnant du concours Lexus Concert aura droit à un concert privé à bord du nouveau Lexus RX 450h.

## Discographie
- Ermanno Wolf-Ferrari Concerto pour hautbois, opus 15 (2006)
- Pavel Haas, Stefan Wolpe, Hans Gal Pièces pour hautbois (2005)
- Johann Baptist Vanhal Concerto pour bois - Concerto pour hautbois (2004)

## Sources
- (nl) Cet article est partiellement ou en totalité issu de l’article de Wikipédia en néerlandais intitulé « Piet Van Bockstal » (voir la liste des auteurs).